# Bellevue Blackhawks
I Bellevue Blackhawks sono stati una franchigia di pallacanestro della ABA 2000, con sede a Bellevue, Washington. Nel campionato successivo non si qualificarono per i play-off.
Lasciarono la ABA al termine della stagione.

## Stagioni
| Stagione | Lega     | Denominazione       | V  | P  | %    | Piazzamento | Play-off   |
| -------- | -------- | ------------------- | -- | -- | ---- | ----------- | ---------- |
| 2004-05  | ABA 2000 | Bellevue Blackhawks | 10 | 16 | 38,5 | 7º          | Finale ABA |
| 2005-06  | ABA 2000 | Bellevue Blackhawks | 1  | 10 | 9,1  | 6º          | -          |